# Explotación de Ferrocarriles por el Estado
L'Explotación de Ferrocarriles por el Estado ou EFE voit le jour afin de poursuivre l'exploitation d'un chemin de fer totalement arrêté pour des causes diverses, d'inaugurer et d'exploiter une ligne entièrement construite par l'État en attendant de trouver un concessionnaire, d'exploiter des lignes dont les concessions sont arrivées à échéance, où de reprendre l'exploitation de lignes appartenant à des compagnies ayant fait faillite.

## Les origines
La première intervention directe de l'état espagnol en matière de chemins de fer remonte au 2 mai 1897, date à laquelle la première division technique et administrative des chemins de fer est chargée de rétablir le service entre Vitoria et Leintz-Gatzaga sur la ligne de Mecolalde dont l'exploitation vient d'être abandonnée par The Anglo-Vasco-Navarro Ltd., concessionnaire en titre.
L'état espagnol se trouve alors face à plusieurs possibilités :
- L'exploitation directe des lignes récupérées ou construites par l'état, via une structure dépendant du ministère des transports. C'est la solution retenue dans un premier temps pour les voies métriques du The Anglo-Vasco-Navarro Ltd., du chemin de fer de Castro Urdiales à Traslaviña et de la ligne du Ferrocarril de Betanzos a El Ferrol mais aussi pour la ligne en voie large dite du Val de Zafan (Alcaniz-Puebla de Hijar)
- Le transfert de l'exploitation des lignes récupérées à des compagnies préexistantes, l'état restant propriétaire, par le biais de conventions à négocier. C'est le cas de la section de Peñaranda de Bracamonte à Salamanque, mise en service à titre provisoire le 21 mai 1894, et dont l'exploitation est rapidement abandonnée par la compagnie concessionnaire sans que les travaux soient terminés. Récupérée par la première division technique des chemins de fer, l'exploitation de cette ligne est transférée à la SFP le 24 aout 1908.
- La cession de l'exploitation des lignes construites par l'état à une autre entité administrative à créer, mais restant dans le giron de l'état et du ministère des transports.

## Réorganisation et premières nationalisations
Le rôle de l'État se renforce sous la dictature de Primo de Rivera. Une ordonnance royale du 14 février 1924 précise que l'exploitation « provisoire » des lignes par l'État sera à la charge des divisions techniques et administratives des chemins de fer. Elles sont alors au nombre de quatre, à Madrid (1re et 3e divisions), Barcelone (2e division), et Malaga (4e division). Un conseil supérieur des chemins de fer est créé le 12 juillet 1924. La Jefatura de Explotacion de ferrocarriles por el estado voit le jour à la suite d'un décret-loi du 3 juillet 1926. Elle est chargée d'exploiter toutes les lignes appartenant à l'État.
À la fin des années 1920, de nombreuses compagnies de l'ouest du pays sont au bord de la faillite. Elles sont nationalisées et intégrées dans la nouvelle Compañia de los ferrocarriles del oeste de España, qui récupère au passage la ligne de Betanzos à El Ferrol.

## Un organisme spécialisé dans la voie étroite
Le ministère des travaux publics (MOP) est complètement réorganisé après la guerre civile. Le 22 aout 1939, la direction de l'EFE est complètement réorganisée et transformée en une administration indépendante, placée sous la direction d'Alejandro Mendizabal. Elle comprend désormais quatre régions : Madrid, Vitoria, Saragosse et Séville.  Le 24 janvier 1941, le gouvernement promulgue la loi-cadre qui va permettre la nationalisation des chemins de fer. La Renfe voit le jour le 11 juillet 1941. Dès le 30 avril 1941, l'EFE cède ses quatre lignes en voie large à la nouvelle structure. En échange, la Renfe cède les deux lignes en voie métrique en sa possession le 30 décembre 1941.

Lignes passées sous le contrôle de l'état :
| Ligne                                 | Écartement | prise de contrôle par l'état | Société d'origine                                     | Inauguration | Notes                                                                    |
| La Puebla de Híjar-Alcaniz            | 1671 mm    | 1/09/1900                    | Compañia del ferrocarril de Zaragoza al Mediterraneo  | 31/07/1895   |                                                                          |
| Betanzos-El Ferrol                    | 1671 mm    | 1/05/1913                    | état                                                  | 1/05/1913    | Cédée Oeste en 1928                                                      |
| Lérida-Balaguer                       | 1671 mm    | 3/03/1924                    | état                                                  | 3/03/1924    | Exploitée par le Norte                                                   |
| Ripoll-Puigcerda                      | 1671 mm    | 22/10/1922                   | état                                                  | 22/10/1922   | exploitée par la Comision internacional de ferrocarriles transpirenaicos |
| Séville-Alcala-Carmona                | 1671 mm    | 7/04/1930                    | Ferrocarril de Sevilla a Alcala y Carmona             | 24/11/1880   |                                                                          |
| Murcie-Mula-Caravaca                  | 1671 mm    | 29/05/1933                   | état                                                  | 29/05/1933   |                                                                          |
| Gibraleon-Ayamonte                    | 1671 mm    | 8/05/1937                    | état                                                  | 14/08/1936   |                                                                          |
| Fuencarral-Colmenar Viejo             | 1440 mm    | 3/04/1941                    | Compañia Madrileña de urbanizacion                    | 24/07/1911   | Fermée le 30/06/1955                                                     |
| Carthagène-Los Blancos                | 1067 mm    | 1/04/1931                    | The Cartagena and Gerrerias steam tramway ltd.        | 7/07/1897    |                                                                          |
| Buitron-San Juan del Puerto           | 1067 mm    | 29/12/1941                   | Compañia anonima de Buitron                           | 1/12/1906    |                                                                          |
| Sierra Alhamilla-port d'Almeria       | 1000 mm    | 21/09/1928                   | The Chorrillo-Almeria Railway Co. Ltd.                | ?            |                                                                          |
| Amorebieta-Sukarrieta                 | 1000 mm    | 30/03/1932                   | Ferrocarril de Amorebieta a Pedernales y Bermeo       | 5/03/1893    |                                                                          |
| Tramways de Linares                   | 1000 mm    | 1/09/1934                    | Tranvias de Linares S.A.                              | 29/10/1904   |                                                                          |
| San Julian-Fuengirola                 | 1000 mm    | 16/09/1934                   | Ferrocarril de Malaga a Fuengirola                    | 28/05/1916   |                                                                          |
| Linares-Baeza-Ubeda                   | 1000 mm    | 2/05/1936                    | Ferrocarril de la Loma                                | 8/12/1907    | Fermée le 1/09/1963                                                      |
| Calahorra-Préjano                     | 1000 mm    | 6/05/1938                    | Sociedad de los ferrocarriles electricos              | 31/07/1934   |                                                                          |
| Tudela-Tarazona                       | 1000 mm    | 30/12/1941                   | Norte                                                 | 1/01/1886    | Reconstruite en voie large. Cédée à la Renfe le 7/07/1952                |
| Carcagente-Denia                      | 1000 mm    | 30/12/1941                   | Norte                                                 | 1/04/1884    |                                                                          |
| Peñarroya-Puertollano-Fuente del Arco | 1000 mm    | 1/02/1956                    | Société minière et métallurgique de Peñarroya         | 3/12/1898    |                                                                          |
| Astillero-Ontaneda                    | 1000 mm    | 15/11/1961                   | Compañia del ferrocarril de Astillero a Ontaneda S.A. | 9/06/1902    |                                                                          |
| Santander-Bilbao                      | 1000 mm    | 1/08/1962                    | ferrocarril de Santander a Bilbao S.A.                | 20/06/1896   |                                                                          |
| Chemins de fer de Majorque            | 914 mm     | 1/08/1941                    | Compañia de los ferrocarriles de Mallorca             | 24/02/1875   |                                                                          |
| Grenade-Sierra Nevada                 | 750 mm     | 3/08/1931                    | Ferrocarril de Granada a Sierra Nevada                | 21/02/1925   |                                                                          |
| Onda-Grao de Castellon                | 750 mm     | 5/09/1931                    | Ferrocarril de Onda al Grao de Castellon              | 13/08/1888   | Fermée le 1/09/1963                                                      |
| Vila-real-Grao de Burriana            | 750 mm     | 5/09/1931                    | Ferrocarril de Onda al Grao de Castellon              | 1/07/1907    | Fermée le 1/09/1963                                                      |
| Valdepeñas-Puertollano                | 750 mm     | 1/02/1932                    | ferrocarril de Valdepeñas a Puertollano               | 22/12/1893   | Fermée le 1/09/1963                                                      |
| Flaçà-Palamós-Gérone-Banyoles         | 750 mm     | 7/08/1941                    | Ferrocarriles economicos españoles S.A.               | 23/08/1887   | Fermée le 1/01/1956                                                      |